# Céto (Néréide)
Pour les articles homonymes, voir Ceto (homonymie).
Dans la mythologie grecque, Céto (en grec ancien Κητώ / Kētṓ) est une Néréide, fille de Nérée et de Doris, citée par Apollodore dans sa liste de Néréides. 

## Étymologie
En grec ancien, le nom de Céto est Κητώ / Kētṓ. Il dérive de κῆτος / kē̂tos, qui signifie « monstre marin ».

## Mythologie
Les parents de Céto sont le dieu marin primitif Nérée, surnommé le vieillard de la mer, et l'océanide Doris. Elle est l'une de leur multiples filles, les Néréides, généralement au nombre de cinquante. Pontos (le Flot) et Gaïa (la Terre) sont ses grands-parents paternels, Océan et Téthys ses grands-parents maternels.
Céto est la Néréide des monstres marins[réf. à confirmer].